# František Jakubec starší (fotbalista)
František Jakubec starší (12. dubna 1956 Praha – 27. května 2016 Praha) byl český fotbalový obránce, československý reprezentant, účastník mistrovství světa roku 1982 ve Španělsku. V šedesáti letech spáchal sebevraždu skokem z okna. Jeho syn František Jakubec mladší také nastoupil v nejvyšší fotbalové soutěži.

## Fotbalová kariéra
V československé reprezentaci odehrál 25 zápasů. Svou fotbalovou kariéru spojil především s Bohemians Praha. Odehrál za ně 260 ligových utkání a v nich vstřelil 17 gólů. Získal s Bohemians mistrovský titul (1983) a zahrál si i semifinále Poháru UEFA. V zahraničí hrál v Řecku za PAE Véroia a ve Švýcarsku za AC Bellinzona.

## Ligová bilance
| Ročník                                   | Zápasy | Góly | Minuty | Klub            |
| ---------------------------------------- | ------ | ---- | ------ | --------------- |
| 1. československá fotbalová liga 1977/78 | 12     | 1    | 848    | Bohemians Praha |
| 1. československá fotbalová liga 1978/79 | 30     | 1    | 2570   | Bohemians Praha |
| 1. československá fotbalová liga 1979/80 | 29     | 3    | 2610   | Bohemians Praha |
| 1. československá fotbalová liga 1980/81 | 29     | 5    | 2579   | Bohemians Praha |
| 1. československá fotbalová liga 1981/82 | 29     | 2    | 2610   | Bohemians Praha |
| 1. československá fotbalová liga 1982/83 | 30     | 3    | 2671   | Bohemians Praha |
| 1. československá fotbalová liga 1983/84 | 30     | 0    | 2694   | Bohemians Praha |
| 1. československá fotbalová liga 1984/85 | 26     | 0    | 2135   | Bohemians Praha |
| 1. československá fotbalová liga 1985/86 | 25     | 2    | 2205   | Bohemians Praha |
| 1. československá fotbalová liga 1986/87 | 15     | 0    | 1198   | Bohemians Praha |
| Řecká Superliga 1986/87                  | 14     | 1    | -      | PAE Véroia      |
| Švýcarská Super League 1987/88           | 32     | 0    | -      | AC Bellinzona   |
| Švýcarská Super League 1988/89           | 10     | 0    | -      | AC Bellinzona   |
| 1. československá fotbalová liga 1989/90 | 5      | 0    | 297    | Bohemians Praha |
| 1. LIGA CELKEM                           | 260    | 17   | 22417  |                 |